# Heribert Höffern von Saalfeld
Heribert Höffern von Saalfeld (Graz, 11 settembre 1822 – 1º gennaio 1892) è stato un generale austriaco.

## Biografia
Arruolato giovanissimo nell'esercito imperiale austriaco il 18 ottobre 1822, Höffern frequentò l'Accademia Militare Teresiana di Wiener Neustadt, dalla quale ne uscì con il grado di sottotenente prestando servizio di prima nomina il 3 ottobre 1844 presso il Reggimento jager “Kaiser Francesco Giuseppe I”.
Nominato capitano di 2ª classe il 16 giugno 1852, partecipò nel 1859 alla seconda guerra di indipendenza combattendo in Italia contro i franco-piemontesi.
Nel 1866 a seguito dello scoppio della terza guerra di indipendenza, il tenente colonnello Höffern comandò una Mezza brigata dell'8ª Divisione del generale Franz Kuhn von Kuhnenfeld operante nel Trentino contro il Corpo Volontari Italiani di Giuseppe Garibaldi. La Mezza brigata del tenente colonnello Höffern, aveva sede a Tione; comprendeva il 2º Battaglione “Principe ereditario di Sassonia” (dislocato a Tione, Bolbeno, Condino e Storo), due compagnie del 1º Battaglione "Cacciatori tirolesi" (1 compagnia a Campo e 1 a Cavrasto), un plotone del 5º Squadrone "Ulani" (a Tione) e una Batteria da montagna (4 cannoni).
Il 21 luglio il tenente colonnello Höffern supportò la colonna del generale Carl Kaim von Kaimthal, prendendo parte alla battaglia di Bezzecca: attaccò lungo la Valle del Chiese, a Condino e Cimego, le truppe garibaldine, ma fu respinto e costretto a ripiegare a Roncone. Per meriti di guerra fu insignito del titolo di cavaliere dell'ordine Imperiale di Leopoldo.
Il 1º aprile del 1875 fu posto in congedo con il grado di maggior generale.